# Polittico di San Gregorio
Il Polittico di San Gregorio è un dipinto tempera grassa su tavola (scomparto centrale 129×76 cm, scomparti laterali 125×63, scomparto superiore sinistro 65×62 e scomparto superiore destro 65×55) di Antonello da Messina, datato 1473 e conservato nel Museo regionale di Messina.

## Storia
Il polittico, che è firmato e datato sul cartiglio sul gradino dello scomparto centrale, venne commissionato nel 1473 per i convento annesso alla chiesa di Santa Maria extra moenia, detta anche di San Gregorio. Originariamente le tavole erano unite da una cornice intagliata e dorata di gusto tardogotico, che forse venne rimossa già nel XVI secolo.

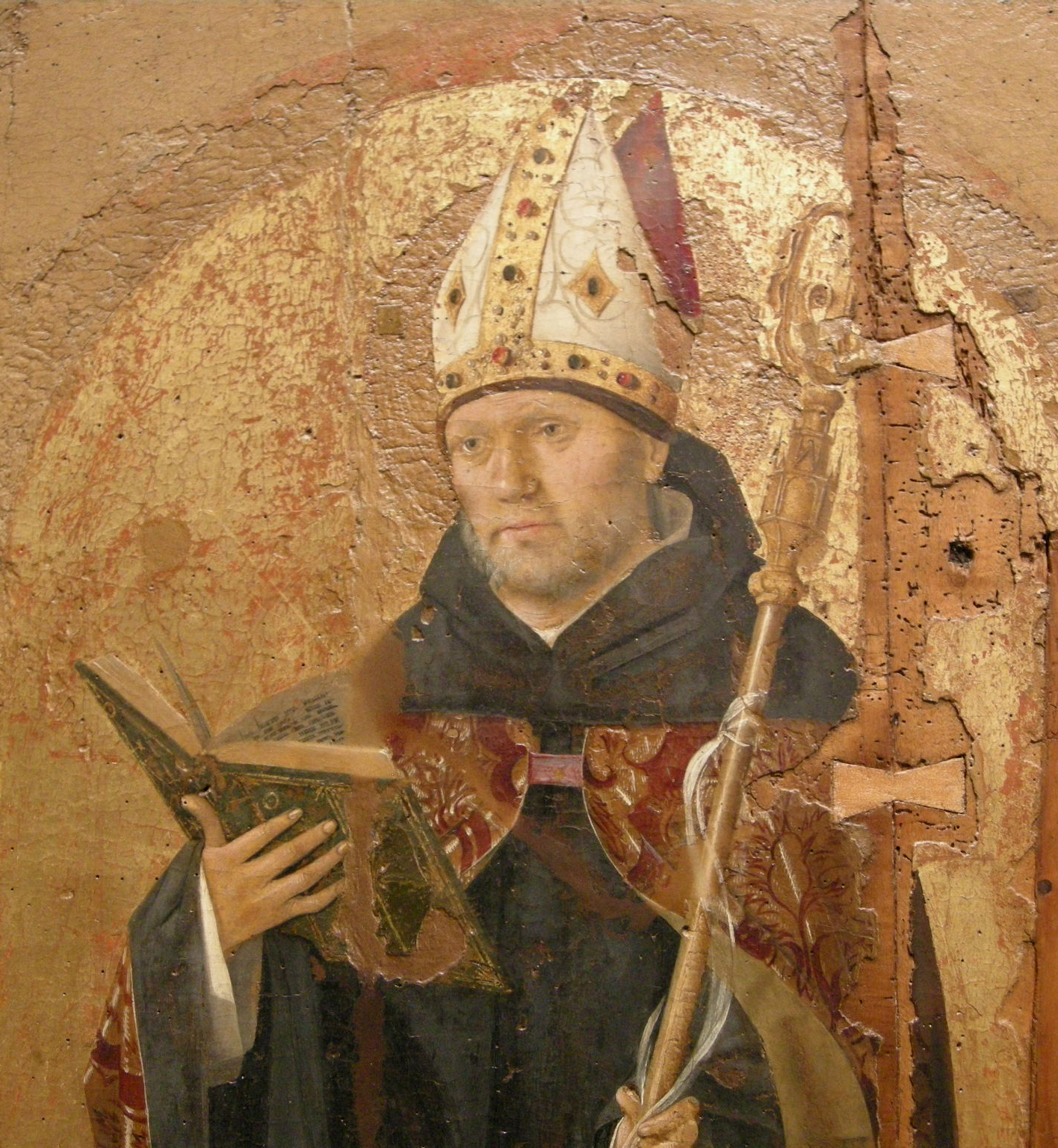
San Benedetto, dettaglio

L'opera è in un cattivo stato di conservazione a causa degli eventi di estrema gravità che subì nella sua storia. Dopo lo smembramento e la dispersione di almeno una delle tavole, forse già nel Cinquecento, venne restaurata drasticamente nel 1842, utilizzando sostanze abrasive per la pulitura. Ma l'evento più catastrofico fu il terremoto di Messina del 1908, che rase al suolo l'ex-convento di San Gregorio, dove aveva sede il "Museo civico peloritano", lasciando le opere ivi conservate, compreso il Polittico, alla pioggia che si abbatté sulla città nei giorni immediatamente successivi alla catastrofe. In quell'occasione andarono perdute ampie porzioni del manto della Madonna e del San Gregorio.
Gli interventi di recupero del polittico iniziarono nel 1912, con il restauro di Luigi Cavenaghi nelle tavole laterali, che comprese un disegno delle parti perdute sulla base di antiche fotografie (ancora visibile ad esempio nella mano del San Gregorio); la tavola centrale venne restaurata da Tito Venturini Papari. Un nuovo restauro si ebbe nel 1940-1942 all'Istituto Centrale del Restauro di Roma, seguito poi da un intervento sulla tavola dell'Angelo annunciante del 1981 da parte di Ernesto Geraci e da un check completo del Polittico nel 2005-2006, in occasione di una mostra monografica sull'autore alle Scuderie del Quirinale. In quest'ultima occasione vennero riportati alla luce alcuni brani occultati da vernici successive e restauri, come la decorazione originaria del manto della Vergine a motivi vegetali (anticamente completata da una doratura perduta), e fu riequilibrata la tonalità delle lacune per facilitare la lettura.

## Descrizione e stile

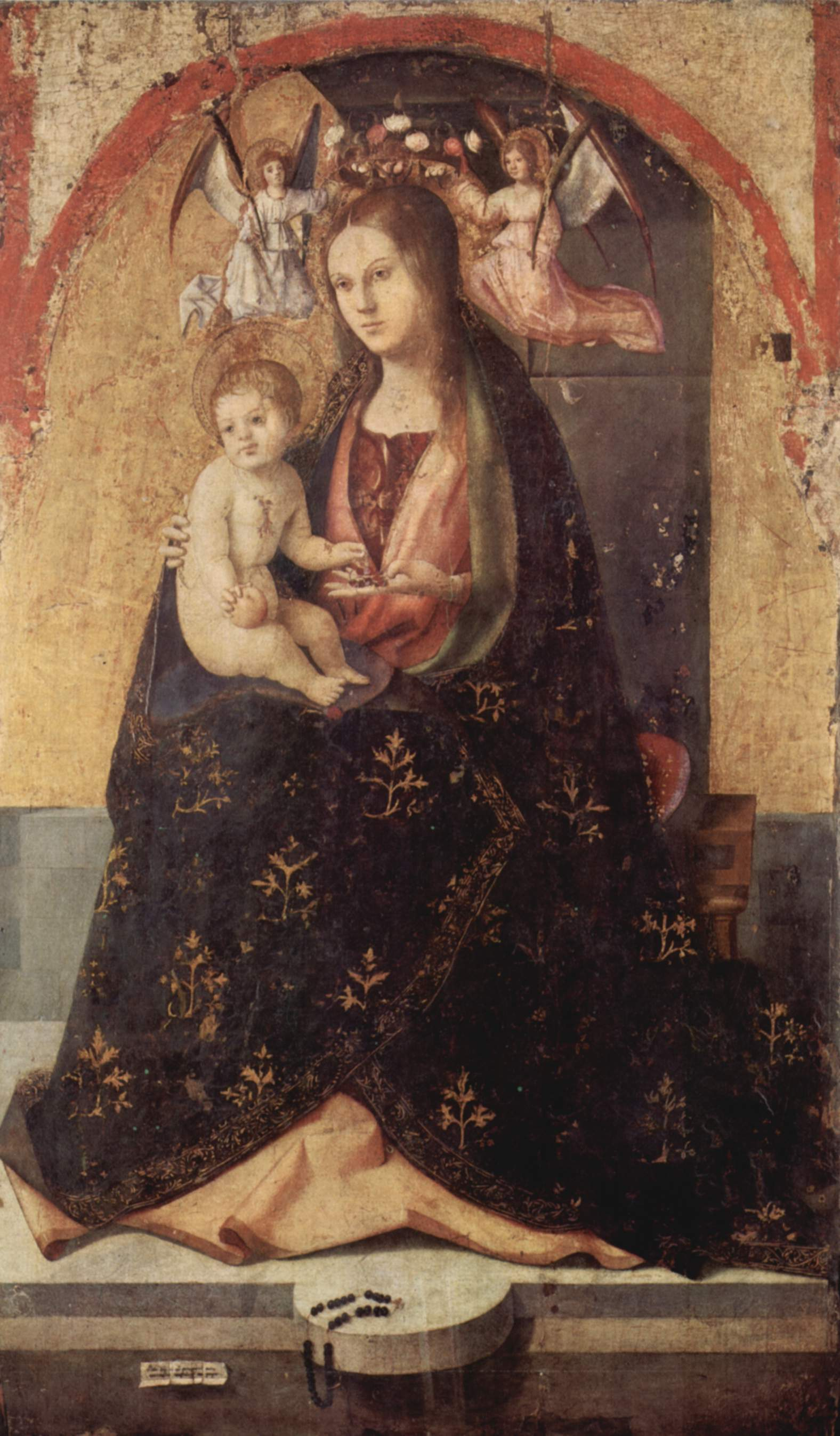
Pannello centrale

Sopravvivono del polittico cinque tavole su due registri: quello inferiore, principale, mostra al centro la Madonna del Rosario in trono, affiancata a sinistra da San Gregorio Magno e a destra da San Benedetto; nel registro superiore si vedono un Angelo annunciante e la Vergine annunciata, mentre è perduto il pannello centrale, forse un Cristo in pietà sostenuto da angeli o una Deposizione.
L'impostazione generale del polittico è tradizionale, come la presenza ancora del fondo oro, ma numerosi dettagli dimostrano l'aggiornamento dell'artista alle novità della penisola italiana, a partire dall'unificazione spaziale delle tavole (evidente nei gradini alla base del trono che sconfinano nei pannelli laterali), dall'uso del colore grasso, imparato dai pittori fiamminghi e catalani attivi nel Regno di Napoli, e dall'intensa caratterizzazione psicologica dei personaggi.
Esso doveva essere collocato in una parete laterale, come dimostrerebbe la visione ottimale da verso destra, e il telo dietro al trono, che non è in posizione centrale; il registro superiore è invece ottimizzato per una visione dal basso, come dimostrano gli scorci "da sott'in su" dei libri poggiati sul parapetto della Vergine annunciata. Alcuni dettagli illusionistici poi, come i piedi dei santi che "sporgono" verso lo spettatore oltre il confine del gradino, derivano dalle ricerche spaziali nord-italiane, come quelle di Andrea Mantegna.
La verità ottica è inseguita con caparbietà fin nei dettagli più minuti, come nelle perline sulla mitria di Benedetto, nelle ciliegie brillanti come gemme che il Bambino prende dalle mani della madre, o nelle perle del rosario ai piedi della Vergine.
Il significato della frutta tra le mani del Bambino rimanda al Peccato originale (la pesca/pomo) e alla Passione (le ciliegie rosse come il sangue). Inoltre il Bambino ha al collo un pendente di corallo rosso, antichissimo amuleto apotropaico per i bambini, che si ritrova anche nelle opere di Piero della Francesca e di altri artisti del XV secolo. Anche le rose bianche e rosse della corona, che due angioletti stanno posando sulla testa della Vergine, hanno un significato simbolico e rimandano rispettivamente alla purezza verginale e al martirio di Cristo.
La mano offerente della Vergine è il centro di tutta la composizione e l'apertura a corolla delle dita e la flessione del pollice suggeriscono un moto rotatorio che rompe la staticità della scena, coinvolgendo lo spettatore. Il gesto inoltre si lega perfettamente con quello del Bambino, sincronizzando le due figure (si veda anche l'allineamento leggermente inclinato delle teste) in un affettuoso dialogo madre-figlio.
La figura della Vergine, con il pesante mantello che avvolge lei e il figlio, crea una massa di volume semplificato geometricamente che, sebbene riprenda esempi fiamminghi come Jan van Eyck, rimanda alla spazialità italiana dei grandi maestri del Rinascimento, come Masaccio filtrato da Piero della Francesca. L'ovale creato dal manto venne definito da Roberto Longhi una "finissima campana di cristallo terso".